# Kingsley Bugarin
Kingsley Haldane Bugarin (Mount Lawley, Australia, 3 de agosto de 1968) es un nadador paralímpico y con problemas de visión australiano. Compitió en cinco Juegos Paralímpicos consecutivos desde 1984 hasta 2000, ganando un total de cinco medallas de oro, ocho de plata y seis de bronce. Mantuvo el récord australiano de mayor número de medallas paralímpicas hasta que fue superado en 2012 por Matthew Cowdrey.

## Vida personal

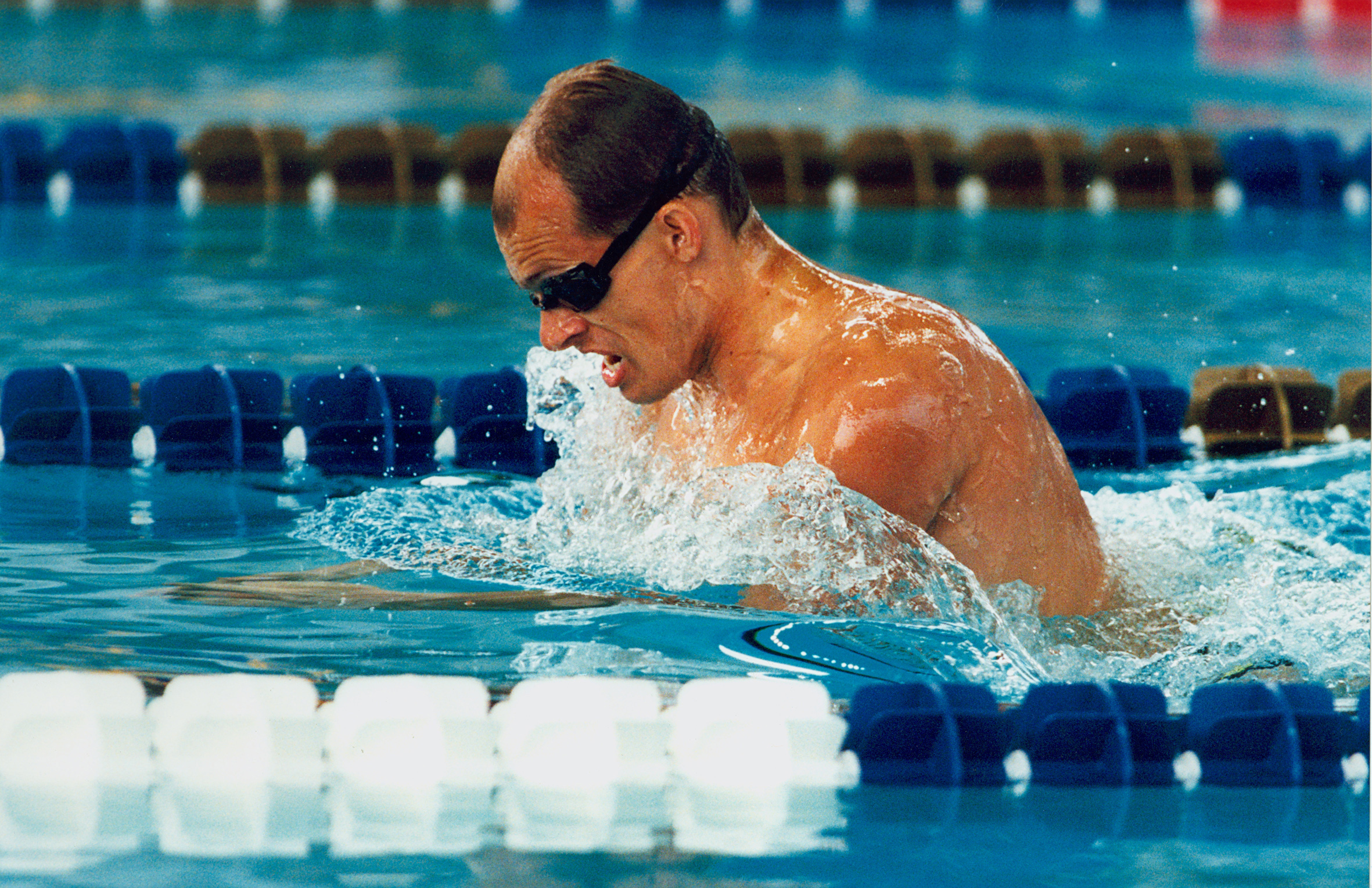
El nadador australiano S12 Kingsley Bugarin nada la braza en los Juegos Paralímpicos de Atlanta 1996.

Nació el 3 de agosto de 1968 en Mount Lawley, Australia Occidental. Asistió a La Salle College, Perth. Bugarin se casó con la triatleta indonesia Yanti Ardie durante el SunSmart IRONMAN en Busselton,  en diciembre de 2014. Bugarin trabaja como consultor de tecnología de la información.

## Natación
Antes de su carrera de natación, Bugarin compitió en el atletismo. A la edad de 14 años, comenzó a entrenar para la natación competitiva en el Club de Natación de Swan Hills en Midvale, Australia Occidental.
A los 16 años, en los Juegos Paralímpicos de Nueva York y Stoke Mandeville 1984, ganó dos medallas de plata y una de bronce. Siguió con tres medallas de bronce en los Juegos Paralímpicos de Seúl 1988.
En los Campeonatos de Natación del IPC de 1990 en Assen, ganó un oro, dos platas y una medalla de bronce. A esto le siguieron tres medallas de plata y una de bronce en Barcelona 1992. En los Campeonatos de Natación del IPC de 1994 en Valenta, ganó una medalla de oro, dos de plata y una de bronce.
En los Juegos Paralímpicos de Atlanta 1996, tuvo sus más exitosos Juegos Paralímpicos ganando tres medallas de oro, dos de plata y una de bronce. Ganó cuatro medallas de oro en los Campeonatos Mundiales de Natación IPC de 1999 en Madrid.
A finales de los años 90, en el período previo a los Juegos Paralímpicos de Sídney, Bugarin se trasladó al Claremont Uni Swimming Club para entrenar con Matt Brown en el Centro Acuático de la UWA y que luego se le llamó "Challenge Stadium". En sus últimos Juegos Paralímpicos, ganó dos medallas de oro y una de plata en los Juegos Paralímpicos de Sídney 2000.
Al final de su carrera, el recuento de medallas internacionales de Bugarin muestra un total de 32 medallas de oro, 19 de plata y 13 de bronce. A lo largo de su carrera, Bugarin ha ganado un total de 155 medallas en competiciones que van desde campeonatos nacionales hasta juegos paralímpicos. A partir de mayo de 2019, Bugarin posee el récord mundial de 200 m de braza en la clase S12 con un tiempo de 2:34.08 que estableció el 19 de octubre de 1999 en Perth.
Bugarin está oficialmente retirado de la competición de alto nivel, pero todavía entrena y compite en natación en aguas abiertas y eventos de triatlón. Fue becario del Instituto Australiano de Deportes de 1997 a 1999 en natación.

## Reconocimientos
- En 1997 recibió la Orden de Australia (OAM) en reconocimiento al «servicio al deporte como medallista de oro en los Juegos Paralímpicos de Atlanta 1996».[10]
- En 2000, recibió una Medalla Deportiva Australiana.[11]
- En 2008 fue incluido en el Salón de la Fama de la Asociación de Natación de Australia Occidental.[12]
- En 2019, fue nombrado Leyenda del Salón de la Fama de la Asociación de Natación de Australia Occidental. Fue el tercer nadador que fue nombrado Leyenda.[13]